# Pseudoplatystoma orinocoense
Espèce
Pseudoplatystoma orinocoense est un poisson chat d'Amérique du Sud qui se trouve dans le bassin de l'Orénoque, au Venezuela.